# Вземане на преминаване
Вземане на преминаване или ан пасан (на френски: en passant, на руски: взятие на проходе) е специален ход с пешка в играта на шахмат, с който може да се вземе противникова пешка, която в непосредствено предходния ход се е преместила две полета напред от началната си позиция, преминавайки през бито поле от собствената пешка. Правилото е известно с името бито поле.
Противниковата пешка се взема по същия начин, както ако се е преместила само с едно поле. От това следва, че само бяла пешка, стояща на 5-ти ред, или черна пешка на 4-ти ред, може да вземе преминаваща пешка през бито поле (диаграмата вдясно). Ако играчът не използва това право веднага, той го губи и не може да вземе преминалата пешка в следващите ходове. Само пешка може да вземе преминаваща пешка, правилото не важи за фигури.
Ан пасан е единственият случай, когато правилата на шаха позволяват на играча да отнеме фигура на противника, застанала на поле, различно от битите от вземащата фигура. Това е и единственият случай, когато при вземане на противникова фигура собствената не се поставя на нейното място. 
Заедно с рокадата, това е ход, който може да направи невъзможно определянето на разрешените ходове само от позицията на всички фигури, без да се знае предишното развитие на играта. Този елемент може да бъде и тема на  композиционни шахматни задачи. Въпреки това, необходимо условие е ретроградният анализ да може да се използва, за да се докаже, че отстранената пешка непременно е трябвало да стигне до началната позиция чрез преместване на две полета в предишния ход. 
В шахматната нотация, при вземане на преминаване, целевото поле се записва като това, на което завършва пешката (точно както ако пешката на противника е напреднала само с едно поле) и обозначението се допълва със съкращението e.p. (en passant) , напр. e:d6 e.p. или e×d6 e.p. 